# Phú Đa (thị trấn)
Phú Đa là thị trấn huyện lỵ của huyện Phú Vang, thành phố Huế, Việt Nam.

## Địa lý
Thị trấn Phú Đa nằm ở trung tâm huyện Phú Vang, ven hệ đầm phá Tam Giang – Cầu Hai, cách thành phố Huế 20 km. Thị trấn có vị trí địa lý:
- Phía đông giáp xã Vinh Xuân và xã Phú Gia
- Phía tây giáp xã Phú Lương và thị xã Hương Thủy
- Phía nam giáp xã Phú Gia và thị xã Hương Thủy
- Phía bắc giáp xã Phú Xuân và xã Vinh Xuân.

Thị trấn có diện tích 29,66 km², dân số năm 2011 là 11.988 người, mật độ dân số đạt 404 người/km².

## Hành chính
Từ năm 2018, thị trấn Phú Đa được chia thành 6 tổ dân phố:
1. Đức Lam Trung (được sáp nhập từ 3 TDP là Nam Châu, Thanh Lam và Đức Thái).
2. Hòa Đông
3. Hòa Tây
4. Lương Viện (một phần TPD Thủy Định được sáp nhập vào)
5. Trường Lưu
6. Viễn Trình (một phần TDP Thủy Định được sáp nhập vào).[3]

## Lịch sử
Trước đây, Phú Đa là một xã thuộc huyện Phú Vang. Huyện lỵ huyện Phú Vang được chuyển từ xã Phú Dương về xã Phú Đa vào năm 2003.
Ngày 30 tháng 5 năm 2011, Chính phủ ban hành Nghị quyết số 82/NQ-CP. Theo đó, thành lập thị trấn Phú Đa, thị trấn huyện lỵ huyện Phú Vang trên cơ sở toàn bộ 2.966 ha diện tích tự nhiên và 11.988 người của xã Phú Đa.

## Giáo dục
Trên địa bàn thị trấn có trường THPT Nguyễn Sinh Cung (1 trong 3 trường THPT của huyện Phú Vang), trường THCS Phú Đa, 3 trường Tiểu học Phú Đa (1, 2, 3), trường Mầm non Phú Đa.